# Лейкин, Борис Израильевич
Борис Израильевич (Израилевич) Лейкин (18(30).09.1914, город Сновск — 27.02.1978, Ленинград) — советский гидрограф, исследователь Арктики. Почётный полярник. Его имя носит остров в море Лаптевых к северо-западу от дельты Лены.

## Биография
После окончания семилетки приехал в Ленинград, где работал электромонтером, затем в 1934 году окончил рабфак при Ленинградском холодильном институте, затем гидрографические курсы и в 1935 году был направлен техником-гидрографом на ледокольный пароход «Малыгин».
В 1936 году поступил в Гидрографический институт и студентом участвовал в экспедициях ГУСМП в качестве техника-гидрографа, младшего гидрографа, гидрографа, помощника капитана.
В 1940 году окончил институт и был командирован в Главное управление Северного морского пути.
Во время Великой Отечественной войны проводил гидрографические работы на судах «Вихрь», «Норд», «Айсберг».
В 1953 году открывал полярные станции на Земле Бунге и Новой Сибири.
В 1957—1965 возглавлял комплексную гидрографическую экспедицию на гидрографических судах «Яна», «Верещагин», ледокольном пароходе «Седов». С 1965 г. был главой гидрографического предприятия Министерства морского флота.
В последние годы Лейкин руководил обработкой материалов, был главным гидрографом Полярной гидрографии.
Умер в Ленинграде, похоронен на Еврейском кладбище.

### Географическое открытие
В 1941 году гидрографы Б. И. Лейкин и С. И. Скворцов обнаружили между устьями Лены и Хатанги небольшой островок, который помечался на картах П. С. («положение сомнительно») и С. С. — («существование сомнительно»). В 1945 году, работая на гидрографическом судне «Айсберг», Лейкин подошёл на катере к островку и обследовал его. Низкий, протяженностью более двух километров, островок сложен намытым песком. Отсюда и данное ему название Песчаный.

## Награды
Медаль «За трудовую доблесть».

## Память
Решением Совета Министров Якутской АССР в 1978 году остров Осушной получил имя Лейкина (остров Лейкина, море Лаптевых, к юго-западу от устья реки Лены).